# Ocymyrmex alacer
Ocymyrmex alacer  (лат.) — вид пустынных муравьёв рода Ocymyrmex из подсемейства Myrmicinae. Встречается в жарких регионах южной Африки.

## Распространение
Афротропика:  Ботсвана, ЮАР.

## Описание
Пустынные муравьи с длинными ногами, быстро бегающие, похожие на муравьёв-бегунков рода Cataglyphis. Длина тела около 10 мм, основная окраска красновато-коричневая (и более светлое с желтоватым отливом брюшко). Ширина головы HW 2,08 — 2,20 мм, длина головы HL 2,20 — 2,30 мм, длина скапуса усиков SL 2,02 — 2,12 мм. Усики рабочих и самок 12-члениковые (у самцов усики состоят из 13 сегментов), булава отсутствует. Под головой имеют хорошо развитый псаммофор (у самцов отсутствует), состоящий из длинных изогнутых волосков на вентральной стороне мандибул и головы. Глаза хорошо развиты, располагаются немного сзади средней линии головы. Жвалы короткие массивные, с 4-5 зубцами. Формула щупиков (нижнечелюстные и нижнегубные): 3-3. Клипеус широкий. Усиковые бороздки и метанотальный шов отсутствуют. На голове и груди  тонкая продольная и поперечная скульптура в виде многочисленных бороздок. Брюшко гладкое и блестящее. Проподеальные дыхальца удлинённой формы, щелевидные и заметные. Дыхальца среднегруди расположены дорсально и видны сверху. Заднегрудка без проподеальных зубцов. Стебелёк между грудкой и брюшком состоит из двух члеников: удлинённого петиолюса и постпетиолюса (последний четко отделен от брюшка), жало развито, куколки голые (без кокона). 

## Систематика
Близок к виду Ocymyrmex sphinx, но отличается формой петиоля и опушением. У O. alacer опушение длиннее и обильнее, а на боках петиоля развиты треугольные выступы (у O. sphinx узелок петиоля округлый).